# Claudja Barry
Claudja Barry (* 1952 auf Jamaika) ist eine kanadische Disco-Sängerin. Sie wurde unter anderem durch den Hit (Boogie Woogie) Dancin’ Shoes (1979) bekannt.

## Leben
Claudja Barry verließ Jamaica bereits als kleines Kind, zog mit ihren Eltern nach Toronto und wuchs auch dort auf. In den frühen 1970er Jahren zog Barry nach Berlin, um in dem Musical Hair mitzuspielen. 1973 erschien unter dem leicht abgewandelten Namen Claudja Barrie ihre erste erfolglose Single Hallelujah, Oh Yeah. Zwei Jahre später folgte, ebenfalls erfolglos Reggae Bump. Kurzzeitig gehört sie außerdem zur frühen Besetzung von Boney M., um deren Debütsingle Baby Do You Wanna Bump auf der Bühne zu präsentieren. Barry durfte nur tanzen und die Lippen zum Playback bewegen. Da sie deshalb bei Boney M. keine Zukunft sah, verließ sie die Gruppe bereits nach sechs Monaten. Der Produzent Jürgen S. Korduletsch nahm Barry daraufhin als Solistin unter seine Fittiche, auch privat wurden die beiden ein Paar. Das erste Album von Barry, Sweet Dynamite, wurde teilweise mit den gleichen Studiomusikern eingespielt, die gleichzeitig für Boney M. arbeiteten und deren Weltkarriere unterstützten. Mit den Songs Sweet Dynamite (1977) sowie Dancin’ Fever und Johnny, Johnny Please Come Home (1978) konnte sich Barry in den Top-10 der amerikanischen Disco-Charts platzieren. Ihr größter Erfolg gelang ihr schließlich mit (Boogie Woogie) Dancin’ Shoes (1979, USA Platz 56), ein Song, der auch in ihrer ehemaligen Heimat Kanada noch größere Aufmerksamkeit erzielte (1979, Kanada Platz 7) und 23 Wochen in den RPM 100 Chart blieb. Eine weitere Single, Boogie Tonight, war gleichzeitig in den kanadischen Charts, und erreichte Platz 42 zwei Monate später. Nachdem sie 1978 bereits zwei Nominierungen erhalten hatte, wurde Barry 1979 als „Most Promising Female Vocalist of the Year“ mit dem Juno Award – dem kanadischen Äquivalent zu den amerikanischen Grammys – ausgezeichnet. (Boogie Woogie) Dancin' Shoes wurde ein Jahr später auch als „Single of the Year“ nominiert. Insgesamt wurde sie bis 1981 sechs Mal für den Juno nominiert. Trotz dieser Anerkennung, gelang Barry nicht der Durchbruch im Mainstream, ihre Erfolge beschränkten sich hauptsächlich auf Disco- und Dance-Hitlisten.
Es folgten kleinere Hits wie Down by the Water (1979, Platz 19 in Österreich), You Make Me Feel the Fire (1980), Radio Action (1981) und das Duett mit Ronnie Jones, The Two of Us (1982). Mit I Will Follow Him / Work Me Over (1982) stand Barry später in den Top-5 der Disco-Charts. Nach der weniger erfolgreichen LP Made in Hongkong (1981) veröffentlichte die Sängerin bis 1987 nur noch Singles – darunter ein erfolgreiches Duett mit Bobby O, Whisper to a Scream, das 1985 auch im Film Nightmare II – Die Rache zu hören war. Die Single Down and Counting war 1986 Barrys einzige Nummer 1 in den amerikanischen Dance-Charts. Später fand sich das Stück auch Verwendung auf der LP I, Claudja. Darüber hinaus ließ sich die Sängerin 1983 erotisch im deutschen Playboy ablichten. Als „Weltstar, Claudja Barry“ auf der Titelseite angekündigt, wurde eine der Aufnahmen ein Jahr später auch für das Cover zur Single Trippin’ on the Moon verwendet. Zwei Jahre später hatte sie neben Mario van Peebles einen kurzen Auftritt in dem Kinofilm Rappin’.
In den 1990er Jahren war Barry unter anderem als Gastsängerin gefragt. Anfang 1991 platzierte sich Barry mit dem Projekt S.I.N. und der Single Good Time in den amerikanischen Dance-Top-10, danach folgte eine Zusammenarbeit mit General Base. Das Euro-Dance-Stück Poison erreichte Platz 41 in Deutschland und ist dort ihre erste Chartplatzierung überhaupt, obwohl sie hier bereits seit den 1970er Jahren Platten produzierte. Das Album Disco 'round the Christmas Tree wurde dagegen kaum wahrgenommen. Neue Aufmerksamkeit gewann Barry gegen Ende des Jahrtausends. Montell Jordan sampelte ihren Song Love for the Sake of Love (1976) für seinen 1999er Hit Get It on Tonite. Auch Da Brat feat. Tyrese nutzten das markant arrangierte Stück für ihr What 'Chu Like ein Jahr später. 2006 gelang Barry ein überraschendes Comeback: I Will Stand brachte die Sängerin zurück in die Dance-Charts.
2013 präsentierte Barry ihre erste Dokumentation, die sie thematisch zurück in ihr Geburtsland führte: Losing Paradise and Music setzt sich mit dem Dancehall-Genre und seinem (negativen) Einfluss auf die jamaikanische Gesellschaft auseinander.

## Diskografie

### Alben
- 1976: Sweet Dynamite
- 1977: Claudja / The Girl Most Likely (fast identische Songs)
- 1978: I Wanna Be Loved by You (USA: Boogie Woogie Dancin’ Shoes)
- 1979: Feel the Fire
- 1981: Made in Hongkong
- 1987: I, Claudja
- 1995: Disco ’round the Christmas Tree

### Kompilationen
- 1980: Disco Mixes
- 1980: Profile
- 1991: The Best of Claudja Barry
- 19??: Claudja Barry Is Sweet Dynamite: The Best Disco In Town

### Singles
- 1978: Dancin’ Fever
- 1979: Down By The Water
- 1979: I Wanna Be Loved By You (CA: Gold)[15]
- 1979: (Boogie Woogie) Dancin’ Shoes (CA: Platin)